# Christina Siggaard
Christina Siggaard (Gammel Rye, Skanderborg, 24 de març de 1994) és una ciclista danesa, professional des del 2015.

## Palmarès
- 2018
  - 1a l'Omloop Het Nieuwsblad